# 今日子と修一の場合
『今日子と修一の場合』(きょうことしゅういちのばあい)は、2013年に公開された日本映画。監督は奥田瑛二。主演は安藤サクラと柄本佑。
本作は、題材として2011年3月11日に起こった東日本大震災を扱ったフィクションで、故郷が被災してしまった女と男の物語である。ただし、主人公の2人(今日子と修一)に関係性はなく、それぞれのストーリーが進行している。
この作品では主演の安藤サクラと柄本佑は実の夫婦で、監督にはサクラの父である奥田瑛二、スタッフとしてサクラの母で奥田の妻である安藤和津が参加している。

## あらすじ
都内のマンションで一人暮らしをする女性・今日子は、昼過ぎに目覚めて遅い“朝食”を作っていると恋人・トオルが金を無心に訪れる。同じ頃少年刑務所から出所したばかりの若者・修一は、迎えに来た東京の町工場の社長と飲食店で昼食を取る。2人がそれぞれの時間を過ごしていたその時、東北で大地震が起こり直後に起きた津波と共に多くの被害が出てしまう。修一はテレビで宮城県にある故郷の隣町が偶然映し出されて被害を受けたことを知り、実家の母のことが心配になる。本震が起きた時調理をしていた今日子は、地震を怖がるトオルに抱きつかれたまま倒れ込み、彼女が持っていた包丁が運悪く彼に刺さり死なせてしまう。
今日子はその場にへたり込み、テレビで放送される震災のニュースを聞きながら夫家族と暮らしていた宮城県での生活を思い出す。今日子は上京前、家計を支えるため保険会社で働きながら主婦をしていたが、離婚することになり義両親から言われて仕方なく一人息子のゆうたを置いてきた。上京後スカウトマンだったトオルに声をかけられた今日子は、風俗の仕事をしながら私生活では彼と恋人関係になる。しかし数日後、トオルという名前が偽名だったことが発覚し、震災後これまでのことを思い返した今日子は不幸な人生を嘆く。
一方、工場で働き始めた修一は社長から母が震災で行方不明になったと告げられるが、現実を受け入れられず帰郷せず工場で働き続けることを決める。後日、修一のことを良く思わない若手の同僚2人組が、彼が過去に父親を殺して刑務所に入っていたことを知り嫌がらせを始める。そんな修一にも同僚のミキからは親しく接してもらい、同じく同僚のケンイチからは過去に受けたイジメについて話されて励まされる。その後も2人組の同僚とトラブルになる修一だったが、ミキとケンイチの支えもあり何とか乗り越えていく。
ある日飲食店に訪れた今日子は、街で見かけた小学生の男の子に夫の実家に置いてきたゆうたを重ねて、自然と涙が頬を伝う。トオルを死なせてしまったことを責めて自殺も考える今日子だったが、後日震災にあった夫の実家に訪れることを決める。工場での暮らしも落ち着いてきた修一は、震災後行方不明になった母を探すことを決め社長に頼んで数日間会社を休んで被災地を訪れる。今日子と修一それぞれに辛い運命を背負いながら、変わり果てた街で2人が出会い、今日子はゆうたを、修一は母の行方を探す。

## キャスト
今日子
演 - 安藤サクラ
東京都内のマンションで一人暮らしをする女性。デリヘル嬢で、人妻やOLなどその日の客の要望に合わせて設定を変えて仕事をこなす。これまで不運な人生を歩んでおり、いつも地味で暗い表情で過ごしている。上京する前は宮城県の夫の実家で義両親と夫と自身と小学生の一人息子の5人で暮らしていたがその後離婚。結婚時は保険外交員として働き家計を支えていた。
修一
演 - 柄本佑
少年刑務所から仮釈放になったばかりの若者。南三陸町出身。母からは『修ちゃん』と呼ばれている。少年刑務所に入る前は工学部のある大学進学を目指しており、少年刑務所内での学業もトップクラスの成績。母一人子一人の母子家庭。過ちを犯したものの、基本的には真面目で大人しい性格で丁寧な物腰で挨拶をする好青年、手先も器用。現在は工場で働きだし、ほどなくして同僚のミキに好意を寄せ始める。

### 今日子の関係者
有賀トオル
演 - 和田聰宏
今日子の恋人。仕事は街なかで女性たちに風俗の仕事を紹介するスカウトマン(いわゆるキャッチ)をしている。金にだらしない性格で今日子に金を無心する。普段はカッコつけているが、実は小心者でかなりの恐がり屋。日常的にその場で思いついたオリジナルの短歌を言うのが癖。『ありがとう』という言葉をもじったような名前は本名かどうかは今日子も知らされておらず、この名前以外に電話に出る時に『タケシ』という名前を使い分けている。
保険会社の上司
演 - カンニング竹山
今日子の上司。保険契約数の少ない今日子にこのままだと自爆(自分で金を支払って保険契約をすること)することになると不安を抱かせる。もったいぶった回りくどい話し方が特徴。
ゆうた
今日子の息子で小学生ぐらいの男の子。震災前は父親たち家族とともに気仙沼市に住んでいた。丸刈り頭の元気な性格で今日子を慕う。

### 修一の関係者
修一の父
演 - 平田満
故人。生前はサラリーマンだった。東北にある大学の工学部卒。修一が大学受験を控えていた頃に30年以上勤めた会社からリストラに遭う。酔った状態で妻や修一に対してなじったり暴れてしまい、キレた修一により殺されてしまう。
修一の母
演 - 宮崎美子
主婦。以前はスーパーでパートをしていた。家族想いな性格で服役中の修一にも見捨てず手紙を送る。いつか修一とまた一緒に暮らせることを楽しみに暮らしていたが、その後震災に遭う。
町工場の社長
金属加工工場の経営者。修一の雇い主。若手従業員たちの第二の父親的存在で思いやりがあり懐が深い。修一の出所時に付き添い、そのまま工場で雇うなど彼の面倒を見る。自身の工場では修一以外にも過去に過ちを犯した若者を数人雇っている。
工場の女性従業員
演 - 柴田理恵
工場で働くおばさん。感受性豊かな性格で喜怒哀楽が激しい。ケンイチが演奏するピアノのファンで、彼の弾く曲に涙したり、クボとヤナギダが彼の演奏を邪魔しようとすると怒るなどしている。
ミキ
演 - 小篠恵奈
修一の同僚。後から一緒に働くことになった修一を気にかけ、親しく接する。実家が工場から近く毎日自転車で15分かけて通っている。ラーメン好きだが、多めのコショウをかけて食べるのが癖。利き腕は左。
ケンイチ
演 - 和音匠
修一の同僚で後に友人となる。10代の頃に同級生から激しいイジメを受けており暗い人生を送っていたことがある。音大進学を目指していたため特技はピアノで、モーツァルトの『トルコ行進曲』、ショパンの『ノクターン20番』などの曲が弾ける。少年院にいた頃に大検(現在の高認に当たる)を取得している。
クボとヤナギダ
修一の同僚2人組。背の高い若者とメガネをかけた背の低い若者。仲が良くいつも一緒に行動している。2人は過去に傷害や窃盗などの罪を犯して鑑別所で過ごした経験がある。自分たちより重い罪を犯した修一に対し日常的に挑発的な言動を行う。

## スタッフ
- 監督 - 奥田瑛二
- 企画 - 奥田瑛二
- 脚本 - 奥田瑛二
- プロデューサー - 大日方教史
- スーパーバイザー - 安藤和津
- 撮影 - 灰原隆裕
- 照明 - 大田博
- 美術 - 竹内公一
- 編集 - 野本稔
- 整音 - 久連石由文
- 音楽 - 稲本響
- ポストプロダクションプロデューサー - 篠田学

## 劇中曲
- テーマ音楽(作曲：稲本響) - 演奏・ピアノ：稲本響、チェロ：江口心一
- 「トルコ行進曲」(作曲：W.A.モーツァルト) - ピアノ演奏：和音匠[注 4](ケンイチ役)
- 「G線上のアリア」(J.S.バッハ) - ピアノ演奏：和音匠
- 「ノクターン20番」(作曲：F.ショパン) - ピアノ演奏：和音匠
- 「ノクターン2番」(作曲：F.ショパン) - ピアノ演奏：和音匠
- 「カヴァレリア・ルスティカーナ」より間奏曲(作曲：P.マスカーニ) - ピアノ演奏：稲本響